# Junglebogen (film fra 2016)
 For alternative betydninger, se Junglebogen (flertydig). (Se også artikler, som begynder med Junglebogen)
Junglebogen er en amerikansk fantasi/eventyr-film fra 2016 instrueret af Jon Favreau, skrevet af Justin Marks, og produceret af Walt Disney Pictures. Baseret på Rudyard Kiplings bog "Junglebogen". Filmen blev vist i Nordamerika i Disney Digital 3D-, RealD 3D- og IMAX 3D-formater og havde premiere 4. april 2016, i Danmark 14. april samme år.

## Rolleliste
- Neel Sethi som Mowgli
- Bill Murray som Baloo
- Ben Kingsley som Bagheera
- Idris Elba som Shere Khan
- Scarlett Johansson som Kaa
- Lupita Nyong'o som Raksha
- Giancarlo Esposito som Akela
- Christopher Walken som King Louie
- Emjay Anthony som Gray